# Абдураимов, Васви Эннанович
Васви́ Энна́нович Абдураи́мов (укр. Васві Еннанович Абдураїмов, крымскотат. Vasvi Ennan oğlu Abduraimov, Васви Эннан огълу Абдураимов; род. 18 октября 1954, Тинчлик, Ферганская область) — украинский и российский политик, известный активист национального движения крымских татар, председатель Кенеша (Совета) «Милли фирка». Юрий Османов критически оценивал деятельность Курултая 1917 г. и деятельность партии Милли фирка на страницах газеты Арекет. Васфи Абдураимов создал общественную организацию Милли фирка фактически отошел от своего учителя Юрия Османова, выступая как ренегат и как ревизионист. 

## Биография
Васви Абдураимов родился 18 октября 1954 года в городе Хамза Алтыарыкского района Ферганской области Узбекской ССР, куда его родители были депортированы из Крыма 18 мая 1944 года вместе со всем крымскотатарским народом.

### Образование
В 1976 году окончил физико-технический факультет Ферганского государственного педагогического института по специальности «Общетехнические дисциплины и труд».
Кандидат физико-математических наук, защитил диссертацию по специальности «Физика полупроводников и диэлектриков» в Учёном совете ФТИ им. А. Ф. Иоффе (г. Ленинград) в 1987 году.

### Карьера
С 1978 по 1990 год работал на разных должностях в Ферганском государственном педагогическом институте.
С октября 1990 по март 1991 года — начальник отдела возвращения Комитета по делам депортированных народов Крымской АССР.
С мая 1991 по сентябрь 1997 года — главный специалист Министерства образования Автономной Республики Крым.
1998—1999 годах — заместитель главного редактора журнала «Остров Крым».
1999—2000 годах — заместитель главного редактора журнала «Крым».
2000—2003 годах — генеральный директор частного предприятия «Крымский центр прикладных информационных технологий».
2003—2005 годах — старший преподаватель кафедры политологии Таврического национального университета им. В.И. Вернадского.
2005—2006 годах — старший преподаватель кафедры математики Крымского инженерно-педагогического университета.
2006—2009 годах — главный редактор еженедельника «Полуостров»
С 2009 по 2013 год — генеральный директор частного предприятия «Крымский центр прикладных информационных технологий».

### Общественно-политическая деятельность

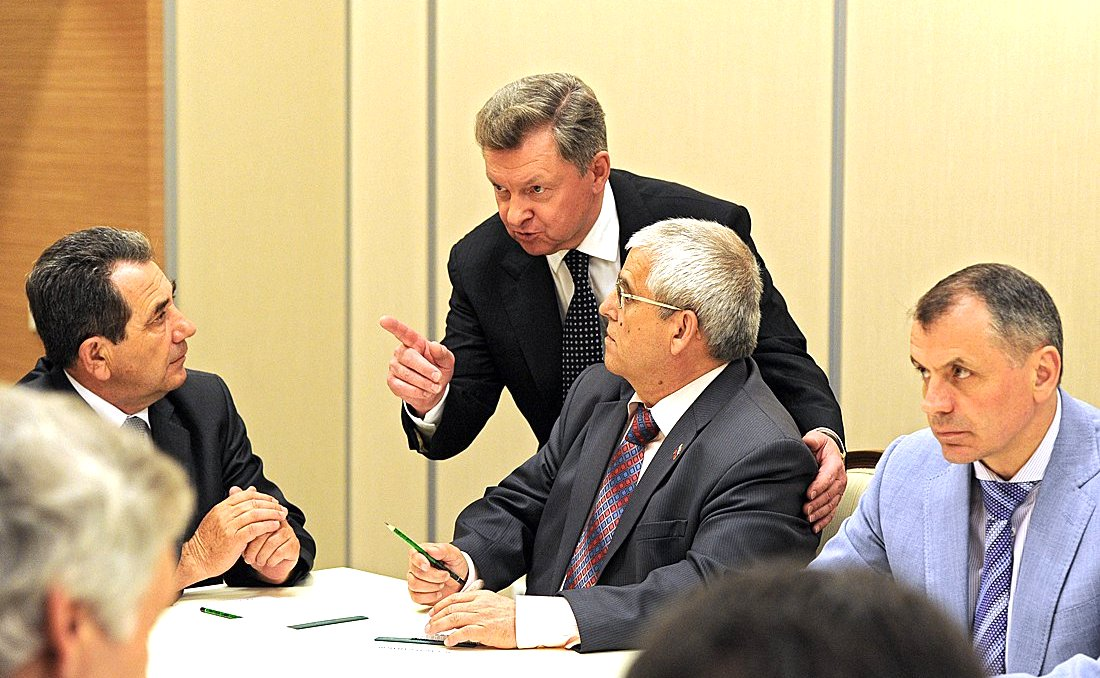
Профессор Дилявер Акмоллаев, полномочный представитель Президента в Крымском федеральном округе Олег Белавенцев, Васви Абдураимов, председатель Госсовета Республики Крым Владимир Константинов. Май 2014 года

Активист национального движения крымских татар с 1987 года. Соратник Юрия Бекировича Османова.
С ноября 2006 года — один из семи создателей, а также член общественной организации «Милли фирка».
С мая 2008 по июль 2014 года  — председатель Кенеша (Совета) «Милли фирка».
С января 2013 года — заместитель председателя Совета представителей крымскотатарского народа при Президенте Украины.
С июля 2014 года по настоящее время — председатель правления Крымской республиканской организации социально-культурного развития «Милли фирка».
В 2014 году положительно оценил аннексию Крыма Россией, проводил активную работу по подготовке и проведению референдума в крымскотатарской среде. Выступал с критикой крымскотатарского меджлиса. По его словам, для крымских татар на Украине  «не было никаких перспектив для возрождения народа, и тем более для его развития».

### Семья
Женат, воспитывает дочь и сына.
Жена — Абдураимова Асие Османовна, 1956 года рождения, педагог.
Дочь — Дикая Февзие Васвиевна, 1978 года рождения, педагог, экономист.
Сын — Абдураимов Эдем Васвиевич, 1985 года рождения, педагог, специалист информационных технологий.